# Et Drama i Kystbanetoget
Et Drama i Kystbanetoget er en dansk stumfilm fra 1913, der er instrueret af Eduard Schnedler-Sørensen efter manuskript af Herluf W. Jensen.

## Handling
Denne artikel mangler et handlingsreferat. Hjælp os med at skrive det.